# 7-й парашютный батальон (Великобритания)
7-й (легкопехотный) парашютный батальон (англ. 7th (Light Infantry) Parachute Battalion) — воздушно-десантный батальон Парашютного полка Великобритании, существовавший в 1942—1948 годах и участвовавший во Второй мировой войне. Создан на основе 10-го батальона Сомерсетского лёгкого пехотного полка, переформированного в парашютное подразделение. Состоял во 3-й парашютной бригаде 1-й воздушно-десантной дивизии, затем был переведён в 5-ю парашютную бригаду вместе с 12-м и 13-м парашютными батальонами из 6-й воздушно-десантной дивизии.
Боевое крещение принял во время высадки в Нормандии, в рамках операции «Тонга». Участвовал в операции «Дэдстик», сражался в Арденнах и на Рейне. После завершения войны был отправлен на Дальний Восток для подготовки к боям с японцами, но ещё до завершения учений Япония капитулировала. Батальон участвовал в восстановлении контроля над Малайией и Сингапуром, подавлял восстание на Яве; затем отправился в Палестину как часть 6-й воздушно-десантной дивизии, где объединился с 17-м парашютным батальоном, сохранив своё название. Расформирован в 1948 году.

## История формирования

### Предпосылки

Британские парашютисты в Норвиче в форме для прыжков

Премьер-министр Великобритании Уинстон Черчилль был впечатлён действиями немецких парашютистов во время Французской кампании и приказал военному министерству заняться созданием в Британской армии корпуса парашютистов численностью 5 тысяч человек. Требования к солдатам для службы в рядах этого корпуса были достаточно жёсткими, и из первых 3500 человек только 500 прошли отбор и получили дальнейшее право обучаться.
22 июня 1940 2-е подразделение британских коммандос было преобразовано в парашютное и с 21 ноября стало известно как 11-й батальон Особой воздушной службы (позднее оно стало 1-м парашютным батальоном), получив в своё распоряжение крыло планеров и десантное оборудование. Именно эти солдаты провели первую британскую воздушно-десантную операцию под кодовым названием «Колосс» 10 февраля 1941, успех которой стал отправной точкой для дальнейшего расширения воздушно-десантных сил. Так в апреле 1942 года в Дербишире был создан учебный центр для парашютистов и образован Парашютный полк, а к августу 1942 года началось преобразование пехотных батальонов в воздушно-десантные. Тех добровольцев, которые не были способны пройти все тесты для зачисления в личный состав парашютных подразделений, заменяли добровольцы из других подразделений.

### Образование батальона
7-й (легкопехотный) парашютный батальон был образован в ноябре 1942 года после преобразования 10-го батальона Сомерсетского лёгкого пехотного полка, образованного ещё два года тому назад. Батальон был включён в состав 3-й парашютной бригады, подчинявшейся 1-й воздушно-десантной дивизии, но затем переведён в 6-ю воздушно-десантную дивизию. После прибытия 1-го канадского парашютного батальона переведён в 5-ю парашютную бригаду, также входившую в состав 6-й воздушно-десантной дивизии (место 7-го батальона занял в 3-й бригаде как раз 1-й канадский батальон).
Численность батальона на момент образования составляла 556 человек, которые служили в трёх ротах. В состав каждой роты входили небольшой штаб и три взвода. В каждом взводе было тяжёлое оружие: три пулемёта BREN и три 2-дюймовых миномёта (по одному на отделение). Из тяжёлого оружия в батальоне были только 3-дюймовые миномёты и станковые пулемёты Vickers на вооружении каждого взвода. К 1944 году в составе батальона появилась рота поддержки, куда входили пять взводов — взвод моторного транспорта, взвод связистов, взвод миномётчиков, взвод пулемётчиков и взвод противотанкового оружия. В их распоряжении было восемь 3-дюймовых миномётов, четыре станковых пулемёта Vickers и десять противотанковых гранатомётов PIAT.
Все солдаты батальона должны были пройти 12-дневный курс прыжков с парашютом, который проводился в 1-й парашютной школе британских ВВС на аэродроме Рингуэй. Первоначальное обучение включало в себя прыжки с парашютом с управляемого заградительного аэростата, после которых шли пять прыжков с самолёта. Аэростаты использовались для того, чтобы ускорять процесс обучения: упражнения по прыжкам с аэростатов выполняли более 5 тысяч человек. В случае, если парашютист оказывался не в состоянии выполнить хотя бы один прыжок, он возвращался в расположение своего предыдущего подразделения, а остальные получали право носить бордовый берет и кокарду парашютиста в форме крыльев на этом берете.
Воздушно-десантные войска должны были бороться против превосходящего по численности противника, вооружённого тяжёлым стрелковым оружием, артиллерией и даже танками. Поэтому обучение парашютистов должно было в первую очередь укрепить их боевой дух, приучить их к дисциплине, возможности рассчитывать только на свои силы и повысить их агрессивность. Огромное значение уделялось физической подготовке, навыкам точной стрельбы и ориентированию на местности. Значительную часть времени во время учений тратили на марш-броски и штурмы позиций условного противника: захват и удерживание автодорожных, железнодорожных мостов и береговых укреплений. По окончании этих упражнений батальон должен был самостоятельно вернуться в свои казармы и подтвердить тем самым свою выносливость: воздушно-десантный взвод должен был уметь преодолевать 80 км за сутки, а батальон — 51 км. Это умение было подтверждено в апреле 1945 года, когда 3-я парашютная бригада преодолела 24 км за сутки, проведя суммарно 18 часов в ближнем бою, а 5-я парашютная бригада прошла 80 км за трое суток, также проведя суммарно две ночи в постоянных стычках с противником.

## Боевой путь
6 июня 1944 года 7-й парашютный батальон совершил высадку в Нормандии, но в зоне высадки оказалась небольшая часть личного состава. К 3 часам утра в распоряжении подполковника Пайн-Коффина было не более 40% личного состава, хотя десантировавшиеся солдаты продолжали прибывать к зоне высадки. Очень мало контейнеров с тяжёлым вооружением и переносными радиостанциями было обнаружено парашютистами, однако батальон сумел соединиться на мостах через Кан и Орну с частями 2-го батальона оксфордширцев и букингемширцев. Они заняли позиции, готовясь сдерживать контратаки немцев. Первый штурм состоялся между 5 и 7 часами утра: немцы провели серию отдельных, нескоординированных атак с использованием танков, бронеавтомобилей и пехоты, постоянно повышая численность нападающих. Люфтваффе безуспешно пытались разрушить мост через Кан, сбросив 450-килограммовую бомбу, которая не взорвалась, ещё два немецких корабля береговой охраны были отогнаны встречным огнём. Несмотря на яростные атаки немцев, батальон продержался до 19 часов, когда на помощь прибыли части 3-й пехотной дивизии. К полуночи 7-й батальон был отправлен в запас, пока 12-й (йоркширский) батальон занимал Ле-Ба-де-Ранвиль, а 13-й (ланкаширский) — Ранвилль.
6-я воздушно-десантная дивизия участвовала и в Арденнской-операции: 29 декабря они атаковали передовые немецкие части, и 3-я парашютная бригада вместе с 7-м батальоном приняли участие в боях за Рошфор. После нескольких месяцев патрульной службы в Бельгии и Нидерландах дивизия вернулась в Англию. Также 7-й батальон участвовал в Рейнской воздушно-десантной операции.

## После войны
После войны 7-й парашютный батальон вместе с 5-й бригадой отправился на Дальний Восток, а затем вернулся в расположение 6-й воздушно-десантной дивизии и был объединён с 17-м парашютным батальоном, сохранив своё название. После расформирования бригады был расформирован, правопреемником его стал 3-й батальон Парашютного полка Великобритании, который с июля 1948 года базировался в немецком Итцехо.

## Командиры
| Годы      | Имя                                     |
| --------- | --------------------------------------- |
| 1942—1944 | Подполковник Х. Н. Барлоу, OBE          |
| 1944—1947 | Подполковник Р. Д. Пайн-Коффин, DSO, MC |
| 1947      | Подполковник Т. Ч. Х. Пирсон, DSO       |
| 1947—1948 | Подполковник П. Д. Мод                  |